# George Benjamin Luks

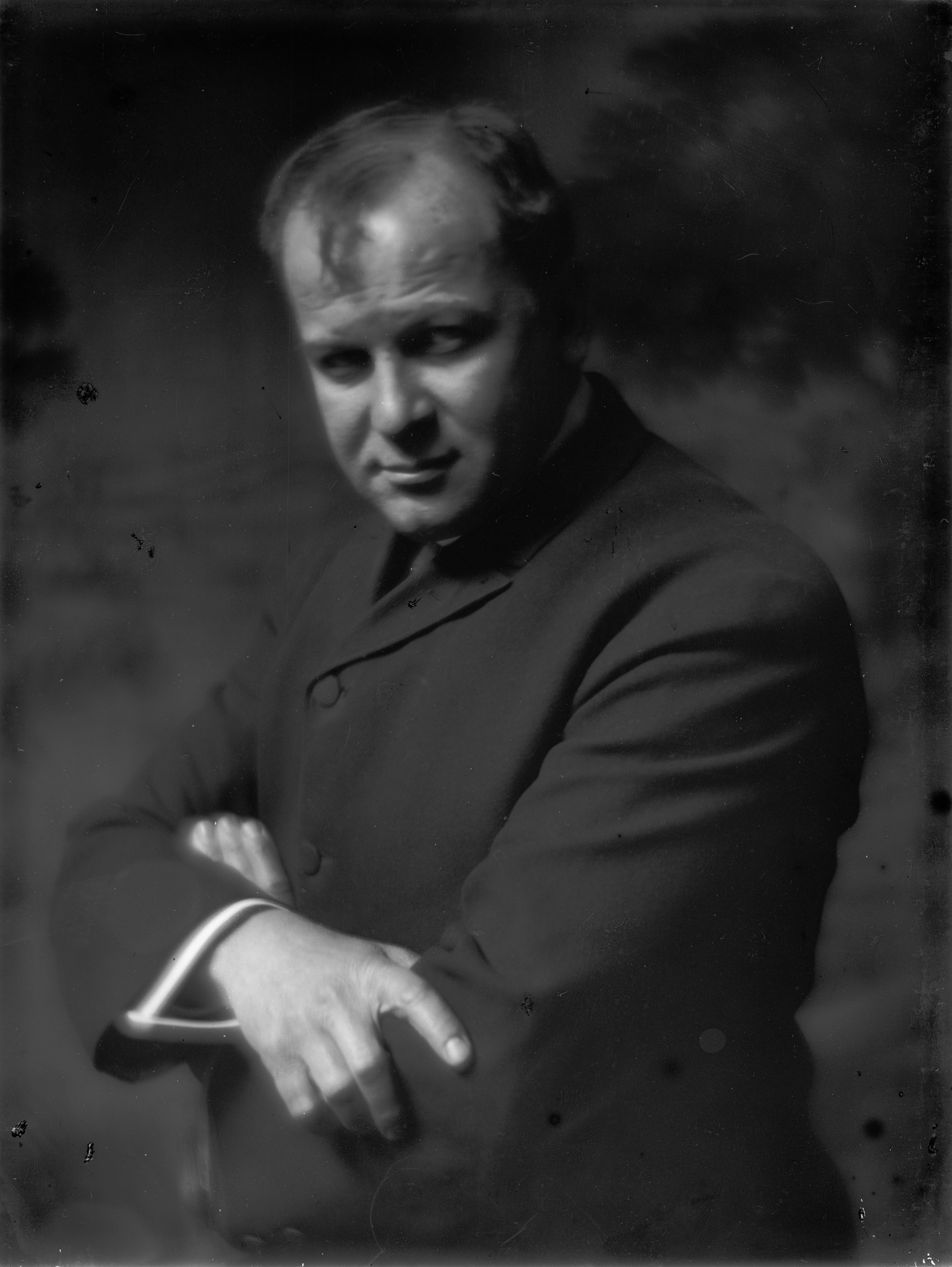
George Luks,
Fotografie von Gertrude Käsebier ca. 1910

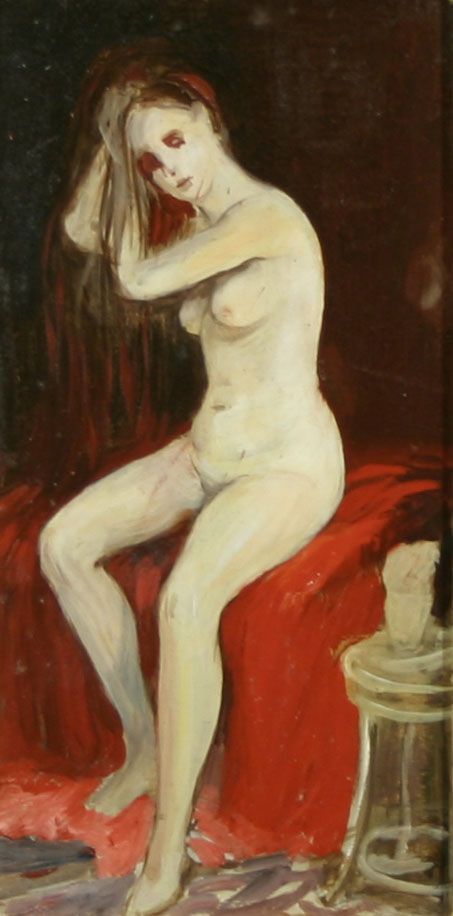
George Benjamin Luks: Seated Nude (das ist vermutlich seine Frau: Mercedes Luks)

George Benjamin Luks (* 13. August 1867 in Williamsport, Pennsylvania; † 29. Oktober 1933 in New York City) war ein US-amerikanischer Porträt- und Genremaler. Er war Mitglied der Ashcan School.

## Leben
Luks war der Sohn mitteleuropäischer Einwanderer. Sein Vater war Arzt, seine Mutter Hobbymalerin und Musikerin.
Nach einer Reise durch Europa, während der er 1888/89 an der Kunstakademie Düsseldorf bei Heinrich Lauenstein studierte, kehrte er 1894 in die Vereinigten Staaten zurück und wurde Illustrator bei der Philadelphia Press. Zu dieser Zeit machte er Bekanntschaft mit John French Sloan, Robert Henri, William Glackens und Everett Shinn.
1896 zog er nach New York. Er war Mitglied der 1908 gegründeten Künstlergruppe The Eight und nahm 1913 an der Armory Show teil. Luks unterrichtete viele Jahre an der Art Students League of New York. Zu seinen bekanntesten Schülern gehört Norman Raeben.

## Rezeption
- Im Zweiten Weltkrieg wurde ein Liberty-Frachter nach ihm benannt.

## Werke (Auswahl)
- The Spielers
- The Wrestlers
- Man with a monocle